# San Antonio (Jujuy)
San Antonio (conosciuto anche come Perico San Antonio) è un comune (comisión municipal in spagnolo) dell'Argentina, appartenente alla provincia di Jujuy, capoluogo del dipartimento omonimo. È a 37 km dalla capitale provinciale, San Salvador de Jujuy.
In base al censimento del 2001, nel territorio comunale dimorano 3.698 abitanti, con un aumento del 36,91% rispetto al censimento precedente (1991). Di questi abitanti, il 47,7% sono donne e il 52,29% uomini. Nel 2001 la sola città di San Antonio, sede municipale, contava 1.316 abitanti.